# Kościół Niepokalanego Poczęcia Najświętszej Maryi Panny w Kłodzku
Kościół Niepokalanego Poczęcia Najświętszej Maryi Panny w Kłodzku – jeden z pięciu kościołów katolickich znajdujących się w Kłodzku, ulokowany w dzielnicy Jurandów, przy ul. Szpitalnej, przy północnej granicy miasta. Wchodzi w skład Zespołu Szpitalnego. Świątynia jest siedzibą parafii Niepokalanego Poczęcia NMP, obejmującej również okoliczne wioski.

## Dane ogólne
Kościół jest jednonawową budowlą z rzędem kaplic od północy, zbudowaną w stylu neogotyckim. Ma 50 m długości i 10 m szerokości. Jego twórcą był architekt Hannemann z Münster.

## Historia
W drugiej połowie XIX w. miała miejsce intensywna rozbudowa Kłodzka, co spowodowane było zniesieniem statusu miasta-twierdzy, a wraz z nim postępował rozwój demograficzny miasta.
Zbyt duża liczba chorych, na których potrzeby nie wystarczał istniejący na Przedmieściu Ząbkowickim szpital im. Marii Magdaleny, spowodowała zawiązanie komitetu budowy nowego szpitala z inicjatywy wiernych Kościoła katolickiego, zamieszkujących w hrabstwie kłodzkim, pod przewodnictwem ks. Josepha Bendelina. Zebrane podczas zbiórki pieniądze przeznaczono na wykup działki na Jurandowie, w pobliżu dworca kolejowego – Kłodzko Główne.
Najpierw w latach 1867–1874 wzniesiono kompleks szpitalny, a w 1874 r. przystąpiono do budowy przyszpitalnej kaplicy, której nadano wezwanie Niepokalanego Poczęcia NMP. W czasie II wojny światowej z obawy przed zbezczeszczeniem znalazł tu schronienie posążek św. Anny Samotrzeciej z Góry Świętej Anny.
W 1947 r. kaplica została podniesiona do rangi kościoła i stała się siedzibą parafii Niepokalanego Poczęcia NMP.